# Айвовое
Айво́вое (до 1948 года Эфендико́й; укр. Айвове, крымскотат. Efendiköy, Эфендикой) — село в Бахчисарайском районе Республики Крым, в составе Тенистовского сельского поселения (согласно административно-территориальному делению Украины — Тенистовский сельский совет Автономной Республики Крым).

## Название
Историческое название села Эфендикой. Эфе́нди (крымскотат. и тур. efendi) — слово греческого происхождения, в турецком языке означает «господин», «джентльмен», а также используется как вежливое обращение к человеку, имени которого не знаешь (некоторый аналог русского «сударь»), в крымско-татарском же языке используется в основном как обращение к учёным, образованным людям, в частности священнослужителям. Кой (крымскотат. köy) означает «село». Есть версия, что название происходит от предположительно похороненного в дюрбе учёного Хусейна Эфенди.

## География
Айвовое расположено на западе района, в нижнем течении реки Кача, по обеим её берегам, на левом склоне долины, в устье балки Зелинской, в 7 километрах от берега Чёрного моря. До Бахчисарая от села около 17 километров, там же находится ближайшая железнодорожная станция. Соседние сёла: Суворово — в 200 метрах на запад, ниже по реке, и Тенистое — в 1 км северо-восточнее. Высота центра села над уровнем моря 26 м. Транспортное сообщение осуществляется по региональной автодороге 35К-021 Бахчисарай — Орловка (по украинской классификации — Т-2701).

## История
По результатам археологических исследований позднеантичное «варварское» поселение существовало на месте Айвового, как минимум, в I—III веках н. э..
Первые документальные сведения о селе, тогда называвшемся Качи, относятся к 1666 году и содержатся в Книге путешествий Эвлии Челеби, где ему посвящена отдельная глава. Вот как путешественник (склонный, впрочем, к преувеличениям) описывает село:
Это деревня на берегу реки Качи, с тремя сотнями домов, садами и виноградниками, с двумя древними мечетями, с одной баней, одним постоялым двором. Она похожа на красивое касаба.

Там же упоминается о текие дервишей Хызр-эфенди: 
Мы гостили там в текие святого Хызр-Шаха-эфенди, он удостоил нас приветливой беседы. Ночью и днем мы наблюдали круговой зикр идущих по мистическому пути, постигали всеединство и поминали имя Божие
которое просуществовало до начала XX века и от которого, видимо, и произошло впоследствии название села — Эфендикой. Текие Хызр-эфенди считалось одним из четырёх наиболее значимых в Крыму; до настоящего времени сохранилось единственное сооружение: купольный мавзолей, квадратный в плане. В последний период Крымского ханства, согласно Камеральному описанию Крыма 1784 года, Эфендикой административно входил в Качи Беш Паресы кадылык Бахчисарайского каймаканства. В описани значатся три деревни Эфендий-киой — приходы-маале большой деревни.
После присоединения Крыма к России (8) 19 апреля 1783 года, (8) 19 февраля 1784 года, именным указом Екатерины II сенату, на территории бывшего Крымского Ханства была образована Таврическая область и деревня была приписана к Симферопольскому уезду. С началом Русско-турецкой войной 1787—1791 годов, весной 1788 года производилось выселение крымских татар из прибрежных селений качинской долины во внутренние районы полуострова, в том числе и из Эфендикоя. В конце войны, 14 августа 1791 года всем было разрешено вернуться на место прежнего жительства. После Павловских реформ, с 1796 по 1802 год, входила в Акмечетский уезд Новороссийской губернии. По новому административному делению, после создания 8 (20) октября 1802 года Таврической губернии, Эфендикой был включён в состав Актачинской волости Симферопольского уезда.
По Ведомости о всех селениях в Симферопольском уезде состоящих с показанием в которой волости сколько числом дворов и душ… от 9 октября 1805 года, в Эфендикое было 20 дворов, в которых проживало 83 крымских татарина. Земли у села, оставшиеся после выезда хозяев в Турцию, были переданы неким майору Кази и прапорщику Папалекси. На военно-топографической карте генерал-майора Мухина 1817 года значатся те же 20 дворов. В 1829 году, в результате реформы административного деления губернии, Эфендикой, согласно «Ведомости о казённых волостях Таврической губернии 1829 года», приписали к новой Дуванкойской волости. На карте 1836 года в деревне 27 дворов, как и на карте 1842 года.
В 1860-х годах, после земской реформы Александра II, деревня осталась в составе преобразованной Дуванкойской волости. Согласно «Списку населённых мест Таврической губернии по сведениям 1864 года», составленному по результатам VIII ревизии 1864 года, Эфендикой — владельческая татарская деревня, с владельческими дачами, 7 дворами, 100 жителями и мечетью при реке Каче, а на трёхверстовой карте Шуберта 1865—1876 года отмечено 5 дворов. На 1886 год в деревне проживало 87 человек в 11 домохозяйствах, действовала мечеть. В итогах Х ревизии 1887 года, по «Памятной книге Таврической губернии 1889 года», записано 33 двора со 147 жителями. На верстовой карте 1890 года показано 18 дворов с татарским населением.
После земской реформы 1890-х годов деревня осталась в составе преобразованной Дуванкойской волости. Согласно «…Памятной книжке Таврической губернии на 1892 год», в деревне Эфендикой, входившей в Калымтайское сельское общество, был 101 житель в 13 домохозяйствах на собственной земле, причём 6 десятин и 1642 кв.сажени принадлежало 9 домохозяевам, 4 были безземельные. По «…Памятной книжке Таврической губернии на 1902 год» деревня Эфендикой, как населённая безземельными и не входившая в сельское общество, приписана к волости для счёта, без указания числа жителей и домохозяйств. В 1910 году в деревне было начато строительство мектеба. По Статистическому справочнику Таврической губернии. Ч.II-я. Статистический очерк, выпуск шестой Симферопольский уезд, 1915 год, в деревне Эфендикой Дуванкойской волости Симферопольского уезда числился 21 двор с татарским населением в количестве 85 человек приписных жителей и 157 — «посторонних», из которых 130 мужчин и 112 женщин. Жители владели 135 десятинами удобной земли. В хозяйствах имелось 60 лошадей, 14 волов, 38 коров и 106 овец. Та же имелось 13 приписанных к селению частных хуторов. На 1917 год в селении действовал фельдшерский пункт.
После установления в Крыму Советской власти, по постановлению Крымревкома от 8 января 1921 года была упразднена волостная система и село вошло в состав Симферопольского уезда (округа), а в 1922 году уезды получили название округов. 11 октября 1923 года, согласно постановлению ВЦИК, в административное деление Крымской АССР были внесены изменения, в результате которых был создан Бахчисарайский район и село включили в его состав. Согласно Списку населённых пунктов Крымской АССР по Всесоюзной переписи 17 декабря 1926 года, в селе Эфендикой, Колымтайского сельсовета Бахчисарайского района, числилось 86 дворов, из них 84 крестьянских, население составляло 325 человек (162 мужчины и 163 женщины). В национальном отношении учтено 197 татар, 85 русских, 7 украинцев, 2 немцев, 14 греков, 2 эстонца, 1 армянин, 17 записаны в графе «прочие», действовала татарская школа. По данным всесоюзная перепись населения 1939 года в селе проживало 436 человек.
В годы Великой Отечественной войны через Эфендикой проходила первая линия обороны Севастополя и в декабре 1941 года, в начале первого штурма города, село неоднократно переходило из рук в руки. Освобождён от фашистов Эфендикой 14 апреля 1944 года, а 18 мая, согласно Постановлению ГКО № 5859 от 11 мая 1944 года, крымские татары — почти все жители села, были выслены в Среднюю Азию. 12 августа 1944 года было принято постановление № ГОКО-6372с «О переселении колхозников в районы Крыма» по которому в район планировалось переселить 6000 колхозников и в сентябре 1944 года в район приехали первые новосёлы (2146 семей) из Орловской и Брянской областей РСФСР, а в начале 1950-х годов последовала вторая волна переселенцев из различных областей Украины.
С 25 июня 1946 года Эфендикой в составе Крымской области РСФСР. 18 мая 1948 года, согласно указу Президиума Верховного совета РСФСР, село Эфендикой было переименовано в Комсомольское. 26 апреля 1954 года Крымская область была передана из состава РСФСР в состав УССР. На 15 июня 1960 года село числилось в составе Тенистовском совета. В 1962 году, в результате укрупнения сельских районов, Комсомольское, видимо, во избежание дублирования с другим селом Комсомольское, переименовали в Айвовое. По данным переписи 1989 года в селе проживало 408 человек. С 12 февраля 1991 года село в восстановленной Крымской АССР, 26 февраля 1992 года переименованной в Автономную Республику Крым. С 21 марта 2014 года в составе Крыма аннексировано Россией.

## Современное состояние
В Айвовом 5 улиц, площадь приписанных к селу земель — 850 гектаров, в Айвовом 5 улиц и 163 двора в которых, по данным сельсовета на 2009 год, проживало 509 человек, работает клуб. В селе находится братская могила неизвестных воинов-черноморцев, погибших в 1941—1944 годах. Село связано автобусным сообщением с Симферополем, Севастополем и Бахчисараем.

## Население
| 2001 | 2014 |
| ---- | ---- |
| 491  | ↘482 |

Всеукраинская перепись 2001 года показала следующее распределение по носителям языка
| Язык             | Процент |
| ---------------- | ------- |
| русский          | 70,47   |
| крымскотатарский | 20,37   |
| украинский       | 8,35    |
| другие           | 0,41    |

### Динамика численности
| - 1805 год — 83 чел. - 1864 год — 100 чел. - 1887 год — 147 чел. - 1892 год — 101 чел. - 1915 год — 85/157 чел. - 1926 год — 325 чел. | - 1939 год — 436 чел. - 1989 год — 408 чел. - 2001 год — 491 чел - 2009 год — 509 чел. - 2014 год — 482 чел. |